# Hassum

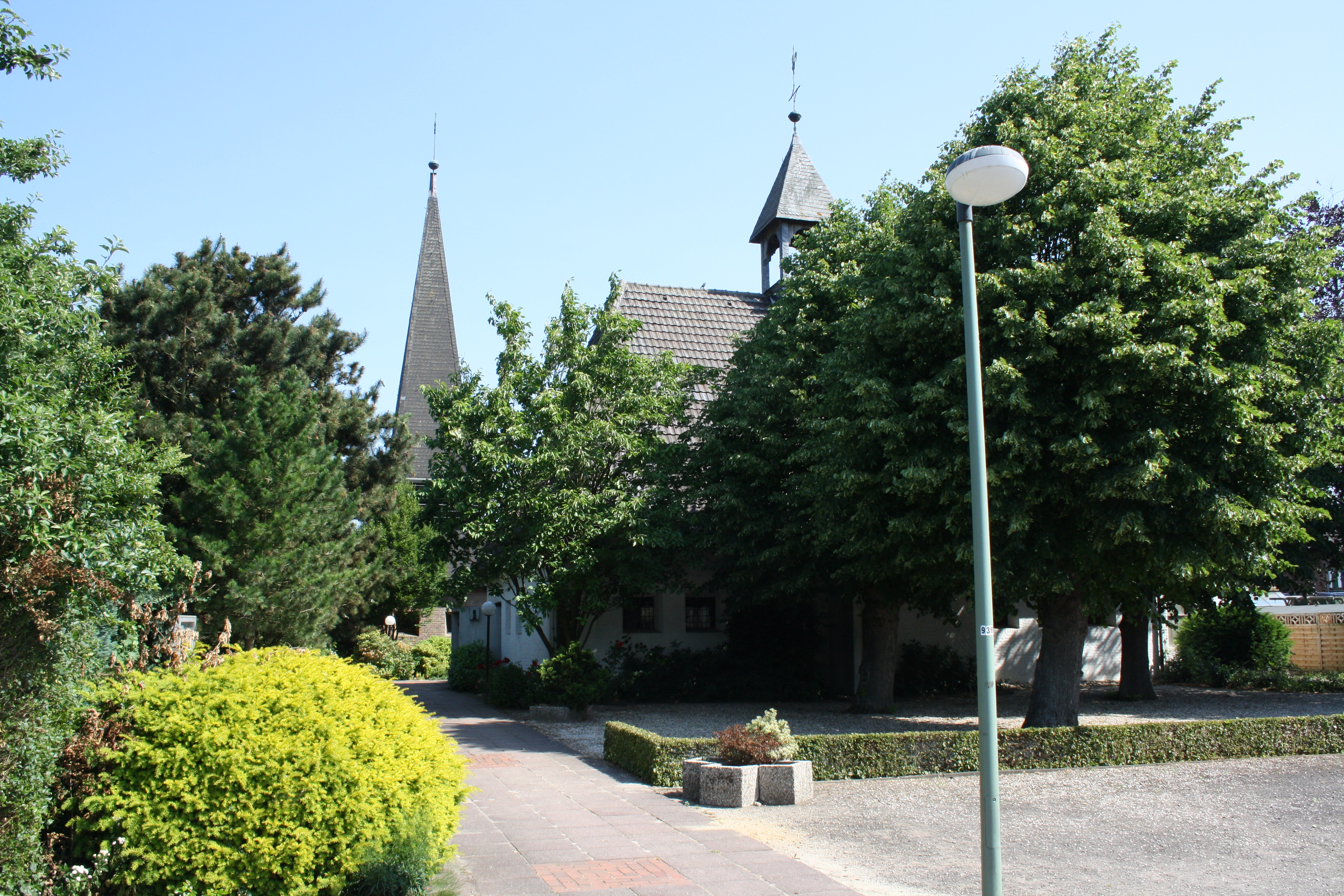
Willibrordus-Kirche in Hassum

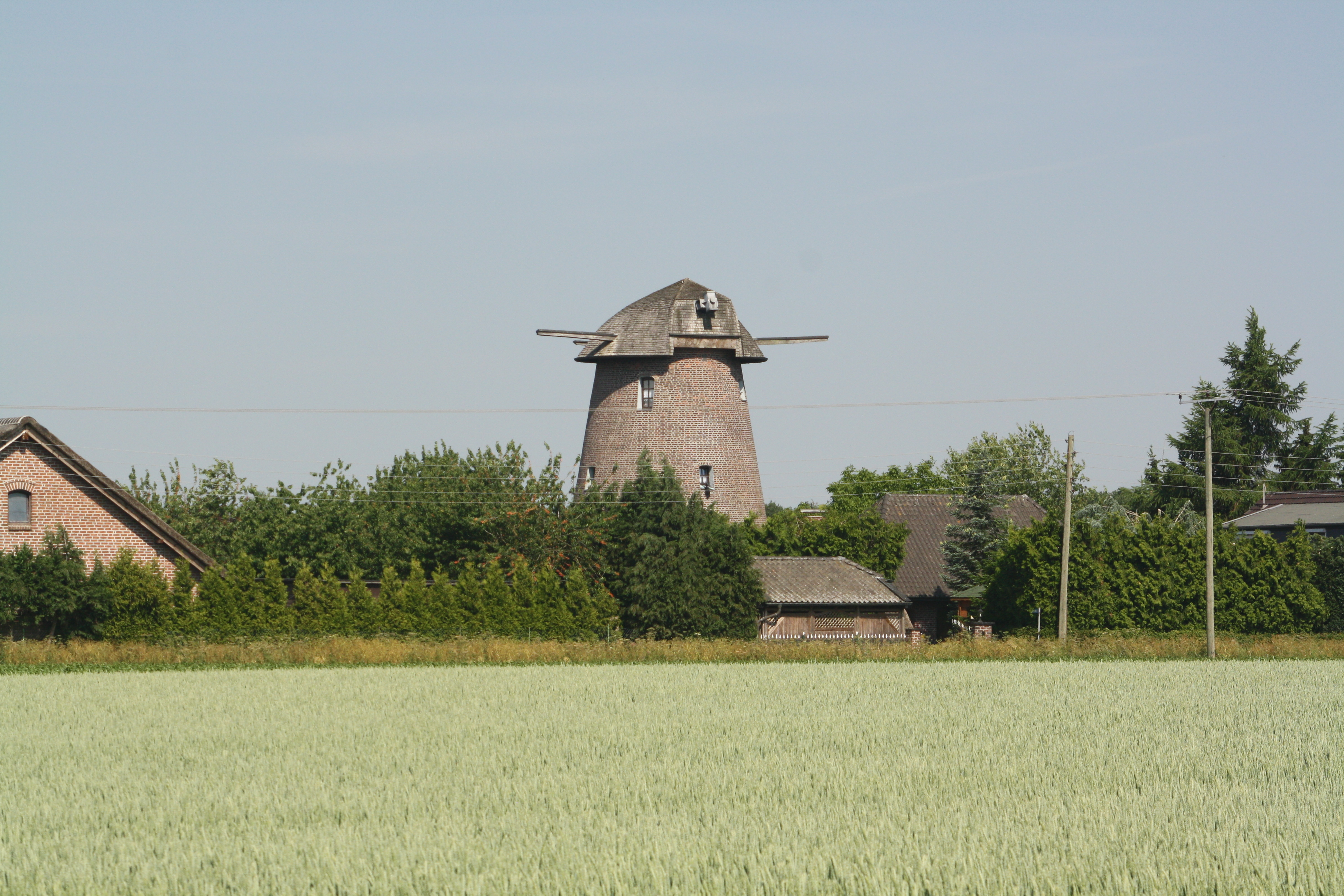
Windmühle

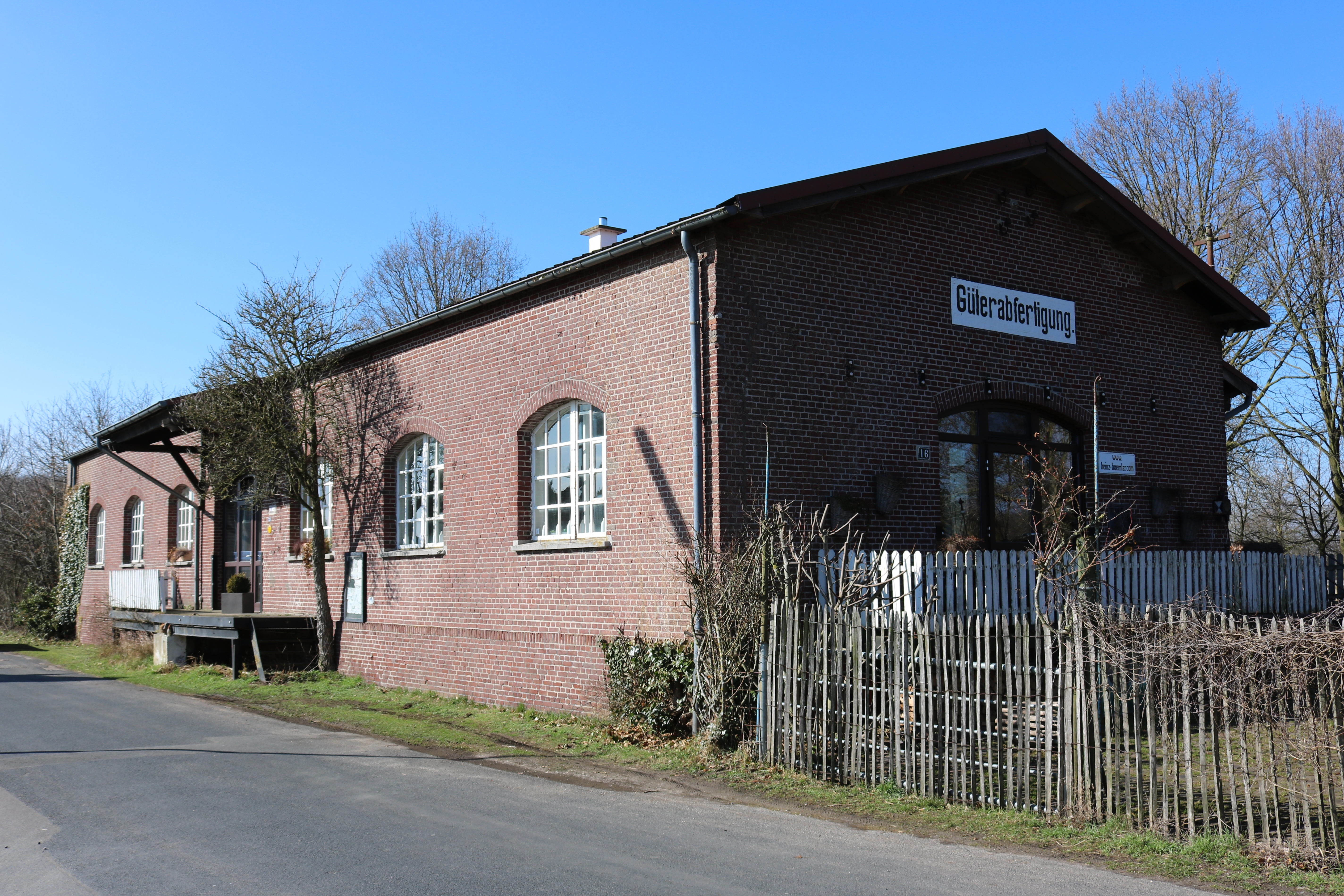
Bahnhof Hassum, Güterabfertigung

Hassum ist ein Stadtteil der Stadt Goch im Kreis Kleve am Niederrhein in Nordrhein-Westfalen. 

## Geschichte
Erstmals urkundlich erwähnt wurde Hassum 1144. Eine Kapelle hat bereits um 1300 bestanden. Nach den Zerstörungen im Zweiten Weltkrieg wurde die katholische Kirche, die aus dem 16. Jahrhundert stammte, nicht wieder aufgebaut. Stattdessen wurde 1948 eine Saalkirche als Notkirche erbaut, die 1968 erweitert wurde und 1978 einen freistehenden Glockenturm erhielt. Sie steht unter dem Patrozinium des hl. Willibrordus.
Im nahegelegenen Klever Reichswald und im Umfeld des heutigen Ortes Hassum fand im Februar 1945 während des Zweiten Weltkrieges die sogenannte Schlacht im Reichswald statt. Nach dieser Schlacht konnten die Alliierten anschließend bei Wesel einen Brückenkopf über den Rhein schlagen und somit das Ruhrgebiet einnehmen. 
Am 1. Juli 1969 wurde die Gemeinde Hassum in die Stadt Goch eingemeindet.

## Verkehr
Durch den Ort verläuft die Landesstraße 177. Am Ortsrand liegt die Bundesautobahn 57, die als Europastraße 31 von Rotterdam nach Köln verläuft.
1873 wurde eine Eisenbahnstrecke eröffnet, die Boxteler Bahn, die London mit Berlin verband, heute aber nicht mehr besteht. Das 1908 erbaute Empfangsgebäude des ehemaligen Bahnhofs Hassum wird heute als Wohnhaus genutzt.

## Vereine und Gruppierungen
- Schützenbruderschaft St. Willibrord Hassum
- Tambourcorps Hassum
- Musikzug Hassum 1930
- Löschgruppe Hassum der Freiwilligen Feuerwehr Goch
- Enduroclub Hassum e. V.
- DJK SG Hommersum-Hassum 1947 e.V. Fußball und Breitensport